# Renaud Rutten
Renaud Rutten (Luik, 4 augustus 1963) is een Waals theater-, televisie- en filmacteur en komiek.
Hij speelde sinds 1995 mee in meerdere langspeelfilms, televisiefilms, kortfilms en televisieseries waaronder de televisieserie De Smaak van De Keyser als Julien (2008).  Hij had een hoofdrol in de voor de 83ste Academy Awards genomineerde kortfilm Na Wéwé.  In de komedie Une Chaîne Pour Deux (2008) vertolkte hij Bruno met onder andere Lubna Azabal in de rol van Corinne als een van zijn tegenspeelsters. In Rundskop (2011) speelde hij de rol van Louis Schepers.
Met Modèle Déposé stond hij in 2008 onder meer op de planken met Benoît Poelvoorde.  In 2011 toerde hij met zijn komische show Blagues et sens.  Vroeger was hij ook nog actief in het improvisatietheater.